# 1903 год в России

## Январь
- 4 января — открыто движение электрического трамвая в Нахичевани-на-Дону.

## Февраль

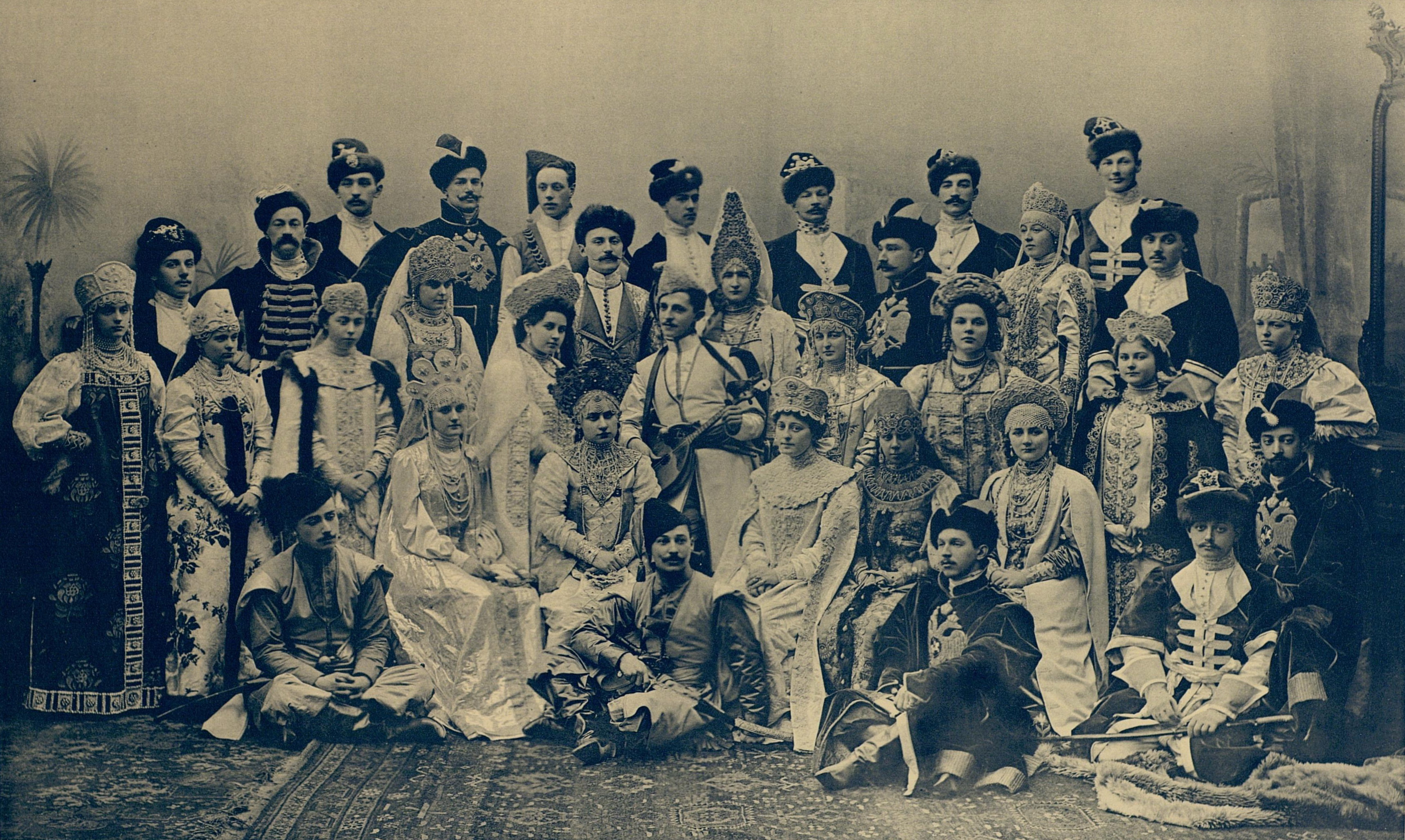
Гости бала

- 11—13 февраля — грандиозный костюмированный бал в Зимнем Дворце.

## Март
- 12 марта — Кузнецкое землетрясение
- 15 марта — политическая демонстрация в Баку
- 22 марта — учреждение уголовного уложения
- 24 марта — Расстрел рабочей демонстрации в Златоусте

## Апрель
- 1 апреля в России было открыто правильное движение на участке Нижний Новгород — Арзамас, Московско-Казанской железной дороги.
- 19—20 апреля — Кишинёвский погром

## Май
- 4 мая — в Российской империи изданы правила о поземельном устройстве поселян и переселенцев на казённых землях в Закавказье
- 5 мая — Начало Полярной экспедиции Колчака
- 6 мая — эсером Егором Дулебовым застрелен губернатор Уфимской губернии Н. М. Богданович[1]
- 10 мая — новая политическая демонстрация в Баку

## Июль
- 1 июля — Всеобщая стачка на Юге России
- 14 июля — начинаются Бакинские стачки — всеобщая забастовка в Баку, продлившаяся до 4 августа
- Июль — август — II съезд РСДРП в Брюсселе и Лондоне. На этом съезде произошло разделение на группы большевиков и меньшевиков. На съезде была принята программа партии.

## Август
- 12 августа — Япония направила России ноту о задержке вывода российских войск из Маньчжурии.
- 29 августа — отставка графа Витте с поста министра финансов Российской империи под давлением группы сторонников усиления российской экспансии в Маньчжурии (т. н. «безобразовская клика»).

## Ноябрь
- 1 ноября — Ленин вышел из редакции «Искры», газета перешла в руки меньшевиков

## Декабрь
- 7 декабря — Окончание колчаковской полярной экспедиции
- 28 декабря — в рескрипте N 747-47 Николай II издал высочайшее повеление, согласно которому «поселение Ново-Николаевск при станции Обь» возводилось в степень безуездного города.

## Без точных дат
- Мария Склодовская-Кюри получила нобелевскую премию «за выдающиеся заслуги в совместных исследованиях явлений радиации»